# 圣佩德罗山脉木乃伊

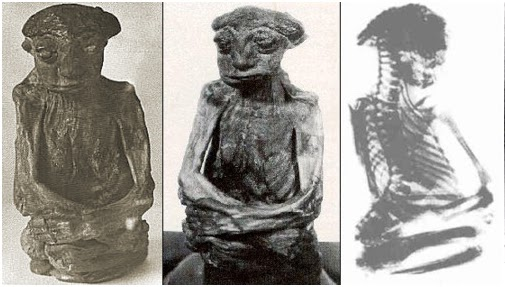
木乃伊的照片与X光照片

圣佩德罗山脉木乃伊是指于1932年10月由两名掘金者塞西尔·梅恩与弗兰克·卡尔在美国怀俄明州卡本县的圣佩德罗山脉（San Pedro mountains）发现的人类木乃伊。
第一具木乃伊经X光检视后确认为“颅骨畸形赋予了其微型成人外观”的无脑畸形婴儿。怀俄明大学人类学家乔治·吉尔和丹佛儿童医院在20世纪90年代检查的第二具木乃伊也被证明是一个无脑畸形婴儿。 DNA测试表明其身份为美洲原住民，放射性碳年代测定年代约为1700年。
根据1979年7月7日卡斯珀明星论坛报的一篇文章，第一具木乃伊引发了关于其是否为一个骗局、婴儿或传说中“小人”的争论。 该木乃伊在被卡斯珀的商人伊万·T·古德曼收购之前被被安置在怀俄明州米蒂齐的一家药店中展示。木乃伊后来被转给了纽约商人伦纳德·瓦德勒，现在下落不明。 